# NGC 5764
NGC 5764 (другие обозначения — OCL 934, ESO 223-SC4) — рассеянное скопление в созвездии Волк.
Этот объект входит в число перечисленных в оригинальной редакции «Нового общего каталога».